# Фацио, Антонио
Антонио Фацио (итал. Antonio Fazio; 11 октября 1936, Альвито, Италия) — итальянский банкир, бывший президент Банка Италии (1993—2005). Считался одним из самых влиятельных финансистов в Италии. Замешан в банковском скандале, связанном с серьёзными финансовыми махинациями.

## Биография
Начал карьеру в 1960 году с работы в Банке Италии. В 1993 году после избрания на пост премьер-министра Италии его предшественника Карло Чампи, он занял кресло президента центрального банка Италии, члена Европейской системы центральных банков.
Спустя несколько лет после назначения, поддерживал руководство левой коалиции Италии, для победы над крупнейшей правой партией «Вперёд, Италия» С. Берлускони. Однако после того, как Берлускони выиграл всеобщие выборы 2001 года, А. Фацио занял правоцентристские позиции.
Был близок к Ватикану.
Подвергся острой критике со стороны мелких итальянских вкладчиков, которые потеряли в результате мошеннических операций несколько миллиардов евро. Пытался оздоровить «больной» итальянский банковский рынок от поглощения со стороны иностранных конкурентов.
16 декабря 2005 года был арестован. 19 декабря того же года вынужден был уйти в отставку.
В мае 2006 года Фацио был приговорён к четырем годам лишения свободы за злоупотребления при продаже в 2005 года банка Banca Antonveneta, который в настоящее время подконтролен банку Monte dei Paschi di Siena.
В 2011 году за махинации при продаже в 2005 году банка Banca Nazionale del Lavoro (BNL)
экс-глава Банка Италии Антонио Фацио был осужден на 3,5 года тюрьмы. Помимо назначения тюремного срока, суд обязал Фацио выплатить компенсацию в размере 1,3 млн. евро за причастность к злоупотреблении при подаче заявки на покупку BNL страховой компанией Unipol.
Ранее Фацио уже был приговорён к тюремному заключению по аналогичному делу, тем не менее, он оставался на свободе: согласно действующему законодательству республики, осужденный начинает отбывать тюремный срок лишь после отклонения последней апелляции по делу.
В 2012 году апелляционный суд Милана аннулировал приговор первой инстанции и оправдал его вместе с другими обвиняемыми. В 2013 году апелляционный суд освободил Фацио из-под стражи. Наконец в 2015 году верховным судом по делу Фацио был вынесен оправдательный приговор «за отсутствием состава преступления».